# PEFC
El Programa para el Reconocimiento de Certificación Forestal (PEFC - Programme for the Endorsement of Forest Certification) es a nivel internacional, una organización no gubernamental que promueve la gestión sostenible de los bosques a través de la certificación de un tercero independiente. El sistema de certificación se considera la opción para los pequeños propietarios forestales.
Sus 35 sistemas nacionales de certificación forestal independientes en todo el mundo representan más de 240 millones de hectáreas de bosques certificados, por lo que es el sistema de certificación forestal más grande en el mundo, que abarca alrededor de dos tercios de la superficie forestal certificada a nivel mundial. Su sede esta en Ginebra, Suiza.

## Historia
PEFC fue fundada en 1999 en respuesta a las necesidades específicas de los propietarios de bosques pequeños y de las familias como un paraguas que al ser una organización internacional proporciona una evaluación independiente, respaldo y el reconocimiento de los sistemas nacionales de certificación forestal. Se respondió a la necesidad de un mecanismo que permita el desarrollo independiente de las normas nacionales adaptadas a las realidades políticas, económicas, sociales, ambientales y culturales de los respectivos países, mientras que al mismo tiempo, garantizan el cumplimiento de los requisitos de aceptación internacional y reconocimiento mundial.
Después de la aprobación exitosa de los sistemas de certificación en Europa, Australia y Chile se convirtieron en los primeros estándares nacionales no europeos en ser aprobados por el PEFC en 2004 los criterios de certificación de PEFC se basan en principios reconocidos a nivel mundial, directrices y criterios elaborados por organismos internacionales e intergubernamentales con amplio consenso entre las partes interesadas.
Hoy, PEFC es el sistema de certificación forestal más grande del mundo y el sistema de certificación es la opción para los pequeños propietarios forestales.

## Criterios del manejo forestal sostenible
PEFC Internacional es el único sistema de certificación forestal internacional que basa sus criterios en los convenios y directrices intergubernamentales aceptados internacionalmente, vinculando así los criterios de referencia de sostenibilidad a los procesos gubernamentales existentes. Esto incluye:
- Criterios europeos, indicadores de nivel operativo y directrices para la gestión forestal sostenible (Conferencia Ministerial para la Protección de los Bosques en Europa)[6]
- Principios OAM/OIMT, criterios e indicadores para la gestión forestal sostenible de los bosques tropicales naturales de África (ATO/OIMT)[7]
- Directrices de la OIMT sobre el manejo sostenible de los bosques (OIMT)[8]

PEFC exige el cumplimiento de los ocho convenios fundamentales de la OIT, incluso en países que no los han ratificado. Estos convenios son:
- N.º 29: Convenio sobre el trabajo forzoso (1930)
- N.º 87: Convenio sobre la libertad sindical y la protección del derecho de sindicación (1948)
- N.º 98: Convenio sobre el derecho de sindicación y de negociación colectiva (1949)
- N.º 100: Convenio sobre igualdad de remuneración (1951)
- N.º 105: Convenio sobre la abolición del trabajo forzoso (1957)
- N.º 111: Convenio sobre la discriminación (empleo y ocupación) (1958)
- N.º 138: Convenio sobre la edad mínima de admisión al empleo (1973)
- N.º 182: Convenio sobre las peores formas de trabajo infantil (1999)

## Sistemas nacionales de certificación
PEFC solo reconoce bosques certificados con las normas que han sido revisadas y aprobadas por el mismo PEFC.
Los sistemas nacionales de certificación forestal que deseen ser reconocidos están obligados a establecer normas conforme a los requisitos de la Guía ISO/IEC con el código 59:1994 de buenas prácticas para la normalización. La norma nacional debe ser desarrollada por los llamados Cuerpos Gobernantes Nacionales, y que cumplan con los requisitos de transparencia, consulta y toma de decisiones por consenso. Estas directrices también señalan procesos para revisar y modificar las normas, y proporcionan certeza a los que utilizan el estándar de la seguridad del futuro.

### Reconocimiento de sistemas de certificación forestal nacional
Todas las normas aprobadas por el PEFC han sido sometidos a una rigurosa revisión pública durante su desarrollo. Los sistemas de certificación forestal nacional que deseen obtener el respaldo del PEFC están sujetos a una evaluación independiente para asegurar que cumple con los muchos de los requisitos del PEFC para el proceso de desarrollo de normas, la opinión pública y los requisitos de gestión forestal. El informe del asesor es revisado por un panel independiente de expertos y por el consejo del PEFC; si es satisfactoria, la nueva norma será aprobada por los miembros del PEFC como un estándar aprobado por el PEFC.
En línea con su compromiso de transparencia, el PEFC hace que toda su documentación de sistema nacional de certificación forestal, incluyendo las evaluaciones independientes sean accesibles para el público.

### Los países con estándares nacionales aprobados
Argentina, Australia, Austria, Bélgica, Bielorrusia, Brasil, Canadá, Chile, República Checa, Dinamarca, Estonia, Finlandia, Francia, Gabón, Alemania, Italia, Irlanda, Letonia, Luxemburgo, Malasia, Noruega, Polonia, Portugal, Rusia, República Eslovaca, Eslovenia, España, Suecia, Suiza, Reino Unido, Estados Unidos y Uruguay.

## Las críticas y los sistemas de certificación alternativos
El Consejo de Administración Forestal es el principal sistema de certificación forestal alternativo. El reconocimiento mutuo de material certificado por el CAF y el PEFC en la cadena de custodia no ha ocurrido todavía. Sin embargo, el CAF y el PEFC usan el mismo estándar de gestión forestal en países como el Reino Unido, Suiza y Noruega; Malasia ha presentado su programa de certificación de la madera para su aprobación por el PEFC que se basa en gran medida en los principios y criterios del CAF como plantilla.
Varias organizaciones no gubernamentales ambientalistas han criticado el PEFC como The Wilderness Society, Greenpeace, FERN.
El PEFC fue presentado como una alternativa directa a los esquemas más ecológicos creados en Alemania.

### Críticas
- FERN Archivado el 24 de septiembre de 2015 en Wayback Machine. sitio sobre la certificación del PEFC (exmiembro del esquema del Consejo de Administración Forestal)
- The Wilderness Society

- Datos: Q2112204
- Multimedia: Programme for the Endorsement of Forest Certification Schemes / Q2112204